# 湛郎街道
湛郎街道，是中华人民共和国江西省宜春市袁州区下辖的一个乡镇级行政单位。

## 行政区划
湛郎街道下辖以下地区：
湛郎桥社区、五六川社区、东园社区、红星社区、状元州社区、文笔峰社区和日升社区。